# Neophlepsius bicuspidatus
Neophlepsius bicuspidatus är en insektsart som beskrevs av Rauno E. Linnavuori och Delong 1979. Neophlepsius bicuspidatus ingår i släktet Neophlepsius och familjen dvärgstritar. Inga underarter finns listade i Catalogue of Life.